# Ralph Craig
Ralph Cook Craig (* 21. Juni 1889 in Detroit, Michigan; † 21. Juli 1972 in Lake George, New York) war ein US-amerikanischer Leichtathlet. Bei den Olympischen Spielen 1912 in Stockholm wurde er zweifacher Olympiasieger im 100- und 200-Meter-Lauf.

## Biografie
Craig war zunächst Hürdenläufer. Erst während seines Studiums an der University of Michigan wechselte er zum Sprint. 1910 sicherte er sich über 220 Yards erstmals einen Titel bei den IC4A-Meisterschaften. Seinen Titel konnte er im Jahr darauf verteidigen.
Bei den US-amerikanischen Ausscheidungskämpfen für die Olympischen Spiele qualifizierte sich Craig für Stockholm. Über 100 Meter galt Craigs Landsmann Donald Lippincott, der in den Vorläufen mit 10,6 s einen neuen Weltrekord aufgestellt hatte, als Favorit. Nach insgesamt sieben Fehlstarts gewann aber am Ende Craig in 10,8 s. Lippincott wurde nur Dritter. Auch über 200 Meter lieferten sich Craig und Lippincott einen spannenden Kampf. Und wieder gab Craig seinem Kontrahenten das Nachsehen und wurde in der Zeit von 21,7 s zum zweiten Mal Olympiasieger. Trotz seiner Erfolge wurde Craig nicht in der US-amerikanischen 4-mal-100-Meter-Staffel aufgestellt, die aber dann während des Rennens disqualifiziert wurde.
Unmittelbar nach den Olympischen Spielen zog sich Craig vom aktiven Leistungssport zurück. 1948 nahm Craig im Alter von 59 Jahren noch einmal als Ersatzmann des US-amerikanischen Segelteams an Olympischen Spielen teil. Obwohl er nicht an den Wettkämpfen teilnahm, hatte man Craig die Ehre zuteilwerden lassen, während der Eröffnungsfeier das US-amerikanische Team als Fahnenträger anzuführen.